# Amolita
Amolita is een geslacht van vlinders van de familie Uilen (Noctuidae), uit de onderfamilie Acronictinae.

## Soorten
- Amolita delicata Barnes & McDunnough, 1912
- Amolita fessa Grote, 1874
- Amolita fratercula Barnes & McDunnough, 1912
- Amolita intensa Dyar, 1914
- Amolita irrorata Hampson, 1910
- Amolita nyctichroa Hampson, 1910
- Amolita obliqua Smith, 1903
- Amolita paranoma Dyar, 1914
- Amolita pepita Dyar, 1914
- Amolita perstriata Hampson, 1910
- Amolita roseola Smith, 1903
- Amolita sentalis Kaye, 1901
- Amolita solitaria Dyar, 1914